# العائلة (فلم 2006)
العائلة (بالإنجليزية: Family) والمعروفة أيضًا باسم العائلة - روابط الدم (بالإنجليزية: Family – Ties of Blood) هو فيلم إثارة وأكشن هندي باللغة الهندية عام 2006 من إخراج راجكومار سانتوشي. الفيلم من بطولة أميتاب باتشان، وأكشاي كومار، وبوميكا تشاولا، وأريمان رامزي. تم إصداره في 13 يناير 2006.

## حبكة
فيرين ساهي (أميتاب باتشان) هو زعيم عصابة إجرامية مقره بانكوك. طفل فيرين المدلل أبير (سوشانت سينغ) يتعرض للهجوم من قبل منافسه خان (قادر خان) ويسعى فيرين للانتقام. يتلقى معلومات مؤكدة مفادها أن خان وابن أخيه سيكونان حاضرين في دار سينما محلية في تاريخ معين، فينطلق إلى الهند ليقتلهما.
تنتقل القصة بعد ذلك إلى الحاضر إلى حياة مالك مقصف بسيط، شيخار بهاتيا (أكشاي كومار) الذي تزوج زوجته الدكتورة كافيتا (بوميكا تشاولا). يعيش شيخار مع والديه وزوجته وشقيقه الأصغر أريان. ذات يوم يهرب آريان من منزله ويبحث شيخار في المدينة بأكملها للعثور عليه. أثناء بحثه، شهد هجوم فيرين على خان في قاعة السينما مما تسبب في تدافع، وقرر مساعدة الأبرياء في السينما. أثناء مساعدة الأبرياء، يجد شيخار ابن شقيق خان مصابًا بجروح قاتلة ويحاول نقله إلى المستشفى. يطلق فيرين النار بالخطأ على شيخار في ظهر ابن شقيق خان، معتقدًا أن شيخار هو رجل خان. بعد فترة وجيزة، يحاول شيخار العودة إلى المنزل، لكنه يُقتل بسيارة فيرين مما يؤدي إلى وفاته ويهرب فيرين من المسرح. يعود آريان إلى منزله ويكتشف أن شيخار قُتل عندما خرج للبحث عنه.
يشكل آريان الغاضب والمصدوم ومجموعة من أصدقائه عصابة ويختطفون عائلة فيرين بأكملها، بما في ذلك أبيهير، بهدف إحضار فيرين إليهم والسعي لتحقيق العدالة. لم يترك فيرين أي حجر على حاله لمعرفة من تجرأ على فعل هذا. في كل مرة يقترب من العصابة، يتمكنون من الهروب مع الرهائن. يتمكن أبيهر من الهروب ويصل إلى والده. يحاول آريان عدم إيذاء أي فرد من أفراد عائلة فيرين لأنه يعلم مدى قيمة العائلة. لكن زوجة فيرين تموت فجأة عندما يعود أبير لاستعادة عائلته بنفسه مع عصابته، ويطلق النار عليها عن طريق الخطأ أثناء استهداف آريان. يعتقد فيرين أن آريان هو المسؤول عن هذا. يتصل آريان بفيرين ليقابله في نفس المكان الذي قتل فيه فيرين شيخار، مع الشرطة. لكن الشرطة تقرر مساعدة فيرين؛ وبالتالي تفشل خطة آريان. تم القبض على آريان وأصدقائه.
بعد التوسل المستمر من ابنته وزوجة ابنه، قرر فيرين المتغير إنهاء كل شيء وتسليم نفسه للشرطة بشرط تبرئة ابنه من جرائمه. بعد حرق زوجته، يطلب منهم أيضًا إطلاق سراح آريان وأصدقائه، لكن هؤلاء كانوا غاضبين للغاية لدرجة أنهم قرروا قتل فيرين. في هذه الأثناء، يتعرض فيرين لصدمة في حياته عندما يخرج رجال الشرطة الفاسدون بنية قتله في مواجهة بناء على طلب ابنه أبير، الذي يبدو أنه تعاون الآن مع خان. تحدث معركة نارية عنيفة بين فيرين وأريان وعصابات العصابات، حيث يقتل فيرين رجال الشرطة الفاسدين، خان، وسيد، وبابوبهاي. يحاول أبير إطلاق النار على والده، لكن ينتهي الأمر بفيرين بقتل أبير. يُطالب فيرين بأن يقتله آريان الآن، لكن آريان يخبره أن عقاب فيرين ليس الموت. بل إنها الحياة نفسها، حيث لم يعد لدى فيرين ما يعيش من أجله. يرمي مسدسه ببساطة ويمشي بعيدًا مع أصدقائه، وفي الوقت نفسه ينظر إليه فيرين الذي يبدو الآن مجنونًا ويغمغم باسمه فيرين.
وينتهي الفيلم بملاحظة حول المكان الذي يعمل فيه آريان وأصدقاؤه في نفس المكان الذي اعتاد شيخار العمل فيه. يبدأ آريان في إدارة مقصف شيخار.

## طاقم التمثيل
- أميتاب باتشان في دور فيريندرا "فيرين" ساهاي، رجل عصابات مخيف يعيش في بانكوك، والد أبير وسميتا وزوج شاردا.
- أكشاي كومار في دور شيخار بهاتيا، الابن الأكبر لكيشور وفيملا، الأخ الأكبر لأريان، زوج كافيتا
- بوميكا تشاولا في دور الدكتورة كافيتا بهاتيا، زوجة شيخار
- أريمان رامزي في دور أريان بهاتيا، الابن الأصغر لكيشور وفيملا، والأخ الأصغر لشيكار
- سوشانت سينغ في دور أبير ساهاي، ابن فيرين وشاردا، شقيق سميتا
- بهافنا في دور سميتا ساهاي، ابنة فيرين وشاردا، أخت أبير
- أنجان سريفاستاف في دور كيشور بهاتيا، شيخار ووالد آريان
- بهاراتي أشريكار بدور فيملا بهاتيا، والدة شيخار وأريان
- شيرناز باتل في دور شاردا ساهاي، زوجة فيرين، والدة أبير وسميتا
- روجوتا ديشموخ بدور زوجة أبير
- علي حاجي في دور ابن أبيهر
- سونيل جروفر في دور صديق أريان
- نواز الدين صديقي في دور صديق آريان
- كامليش ساوانت بدور صديق شيخار
- قادر خان في دور كليم خان، المنافس اللدود لفيرين
- جهانجير خان في دور فيروز خان، ابن أخ كليم
- جولشان جروفر بدور بابوبهاي بيتشو، رجل عصابات استأجره أبهير
- رضا مراد في دور سيد علي، معلم فيرين وكليم
- فيجو خوت بدور حيدر تشاتشا، صديق كيشور المقرب

## الموسيقى التصويرية
تم تأليف موسيقى الفيلم والأغاني بواسطة رام سامباث، وكتب كلمات الأغاني سمير. تحتوي الموسيقى التصويرية الرسمية على سبع أغنيات ونسختين معادتين. لم يتم استخدام أغنية "جانام جانام" التي يؤديها فنانون مختلفون في الفيلم.

### قائمة المسار
| #  | عنوان                | المدة |
| -- | -------------------- | ----- |
| 1. | "قطرة قطرة"          | 3:06  |
| 2. | "بيار بينا"          | 3:32  |
| 3. | "جين دو"             | 2:59  |
| 4. | "لوري"               | 3:32  |
| 5. | "بيار بينا – 2"      | 3:32  |
| 6. | "جانام جانام"        | 4:31  |
| 7. | "قطرة قطرة – 2"      | 3:09  |
| 8. | "موضوع فيلم العائلة" | 2:37  |
| 9. | "كوايك بايت" (صوتي)  | 1:50  |

## روابط خارجية
- العائلة على موقع IMDb (الإنجليزية)
- العائلة على موقع روتن توميتوز (الإنجليزية)
- العائلة على موقع قاعدة بيانات الفيلم (الإنجليزية)
- العائلة على موقع ليتربوكسد (الإنجليزية)
- العائلة على موقع كينوبويسك (الروسية)